# Atlanta-klass
Atlanta-klassen var en klass av åtta amerikanska lätta kryssare som var utformade som snabba spaningskryssare eller flottiljledare, men som visade sig vara effektiva luftvärnskryssare under andra världskriget. De var också kända som Atlanta-Oakland-klassen. Atlanta-klassen hade åtta dubbelmonterade kanoner av kaliber 12,7 cm/38, monterade i två uppsättningar av tre torn i fören och ytterligare tre torn i aktern. De fyra första fartygen i klassen hade också ytterligare två 12,7 cm/38 dubbelkanontorn, ett på vardera sida, vilket gav dessa fyra första kryssare i Atlanta-klassen den tyngsta luftvärnsbeväpningen av alla kryssare under andra världskriget. De fyra sista fartygen i klassen, med början i Oakland, hade en något annorlunda beväpning eftersom de optimerades ytterligare för luftvärn enligt erfarenheter som fåtts under kriget.

## Specifikationer
Det ursprungliga huvudkanonbatteriet på de första fyra Atlanta-kryssarna bestod av åtta dubbla 12,7 cm/38-kalibriga kanoner. Detta batteri kunde avfyra över 8 000 kg granater per minut, inklusive "VT"-zonrörsgranater. Eldledning skedde med hjälp av två Mk 37 eldledningssystem som var placerade på mittlinjen ovanpå överbyggnaden. När fartygen byggdes saknade de radar, men från och med våren 1942 utrustades de med FD (Mk 4) eldledningsradar och SC-1 och SG sökradar. Från och med 1943 ersattes FD-radarn (Mk 4) av den förbättrade kombinationen Mk 12/Mk 22.
De fyra första kryssarna i Atlanta-klassen hade ursprungligen en sekundär luftvärnsbeväpning bestående av tolv 28 mm/75 kaliber kanoner i tre fyrdubbla monteringar, utan avståndsmätare. I början av 1942, när fler kanoner blev tillgängliga, installerades en fjärde fyrdubbel montering på kvartsdäcket och avståndsmätare monterades (troligen Mk 44). I slutet av 1942 började dessa besvärliga och relativt ineffektiva vapen ersättas i de överlevande fartygen av dubbelmonterade nya och överlägsna Bofors 40 mm luftvärnskanonerna med Mk 51-avståndsmätare.
Från början av 1942 utökades också det lätta luftvärnet med åtta enkelmonterade 20 mm snabbskjutande luftvärnskanoner i Mk 4-fästen, två på den främre överbyggnaden, fyra mittskepps mellan skorstenarna och två på aktern på kvartsdäcket. Från 1943 och framåt lades ytterligare två Mk 4-fästen till på den främre överbyggnaden och ett par på vardera sidan av den andra skorstenen för att motverka faran för japanska luftangrepp (särskilt kamikaze-flygplan). Från och med slutet av 1943 ersatte en fyrdubbel 40 mm Bofors-montering det dubbla fästet på kvartsdäcket, och som kompensation togs de sex sjunkbombskastarna bort. Tilläggen av radar, ytterligare luftvärnskanoner och annan utrustning försämrade allvarligt fartygens stabilitet när kriget fortskred och ledde till överbeläggning eftersom fler besättningsmän måste sättas in för att bemanna dem.
De sista fyra fartygen i Atlanta-klassen, ibland kallad Oakland-klassen, beställdes med endast sex 12,7 cm/38-dubbelkanontorn och med Bofors-kanoner från början, med fyra ytterligare dubbla Bofors 40 mm-fästen jämfört med sina föregångare: två ersatte de tidigare 12,7 cm/38 sidomonterade kanonerna och två mellan skorstenarna ersatte de tidigare två paren med 20 mm Oerlikon-kanoner. Dessutom utökades batteriet av 20 mm luftvärnskanoner med ett par i fören, fyra på den främre överbyggnaden, åtta mittskepps uppställda på vardera sidan av den bakre skorstenen och två på kvartsdäcket akterut för totalt sexton.
Kryssarna i Atlanta-klassen var den enda klassen av kryssare i den amerikanska flottan som togs i bruk under andra världskriget och som var beväpnade med torpedtuber, med två fyrdubbelt monterade 53,3 cm torpedtuber.
I slutet av kriget hade USS Oakland fått en uppgradering mot kamikaze-attacker, vilket innebar att de fyra dubbelmonterade Bofors-kanonerna i aktern ersattes med fyrdubbla kanoner och att antalet 20 mm-kanoner minskades kraftigt (till kanske så få som sex) samtidigt som de som fanns kvar ersattes med dubbelkanoner i stället för enkelkanoner. Torpedtuberna togs också bort.
Även om fartygen i denna klass planerades som ledare för en jagarflottilj, fanns det i den ursprungliga konstruktionen ingen utrustning för ubåtsjakt, t.ex. sonar eller sjunkbomber. I början av 1942, tillsammans med uppgraderingar av luftvärn och radar, utrustades fartygen med sonar och det standardiserade batteriet för jagare bestående av sex sjunkbombskastare och två aktermonterade rälsar. När fartygen bedömdes vara mer värdefulla som skydd mot flygplan togs sjunkbombskastarna bort, men rälsarna behölls. På Oakland-gruppen monterades aldrig sjunkbombskastarna, utan fick endast två akter monterade rälsar, troligen på grund av dålig stabilitet.
Klassen drevs av fyra 665 psi-pannor som var kopplade till två växlade ångturbiner som producerade 75 000 hästkrafter (56 000 kW) och fartygen kunde hålla en toppfart på 33,6 knop (62,2 km/h). Fartygen i Atlanta-klassen hade ett tunt pansar: högst 95 mm på sidorna som täckte maskineri och magasin, medan 12,7 cm kanonerna endast skyddades av 32 mm.
Fartygen var ursprungligen konstruerade för 26 officerare och 523 sjömän, men detta ökades till 35 officerare och 638 man med de fyra första fartygen, och 45 officerare och 766 man med den andra gruppen av fartyg. Fartygen utformades också som flaggskepp med extra utrymme för en flaggofficer och hans stab, men det extra utrymmet användes för den extra besättning som behövdes för att bemanna luftvärnskanoner och elektronik.

## Kritik mot klassen
Även om Atlanta-klassen hade ett mycket imponerande luftvärn, klarade de sig inte bra i strid. Av de tre lätta kryssare som förlorades av den amerikanska flottan under andra världskriget var två av Atlanta-klass. De enda två kryssare av klassen som deltog i med andra fartyg sänktes: Atlanta och Juneau. Atlanta sänktes under Guadalcanal-kampanjen medan Juneau skadades svårt i samma strid och sänktes av den japanska ubåten I-26 på väg tillbaka för reparation.
Atlanta-klassens design kritiserades också för bristen på avståndsmätare för 12,7 cm kanonerna, vilket minskade dess effektivitet. Till att börja med fanns det inte tillräckligt med lätta luftvärnskanoner (dvs. 28 mm kanoner, Bofors 40 mm och Oerlikon 20 mm luftvärnskanoner). Dessa problem korrigerades till viss del på flottans varv i slutet av 1942, men kryssarna i Atlanta-klassen var därefter överbelastade i förhållande till skrovets storlek. Under hela andra världskriget och efterkrigstiden hade de problem med övervikt, vilket åtgärdades genom en omkonstruktion av tre av kryssarna, som tillsammans bytte namn till Juneau-klassen.

## Tjänstgöring
Alla åtta fartyg i klassen tjänstgjorde under andra världskriget, och sex av de överlevde kriget. Det första fartyget i klassen, Atlanta, kölsträcktes den 22 april 1940 och sjösattes den 6 september 1941. Atlanta togs i bruk vid New York Navy Yard den 24 december 1941, bara några veckor efter den japanska attacken mot Pearl Harbor den 7 december. Atlanta deltog som luftvärnskryssare i den avgörande amerikanska segern i slaget vid Midway i juni 1942 innan hon skickades söderut till Salomonöarna. Atlanta sänktes efter att ha träffats av en torped och fått kraftiga skador av kanoneld från japanska ytfartyg och USS San Francisco den 13 november 1942 under sjöslaget vid Guadalcanal. Juneau skadades också kraftigt under samma slag och sänktes sedan av den japanska ubåten I-26, den 13 november 1942. Reno torpederades utanför Leyte den 4 november 1944, vilket ledde till en stor brand och betydande översvämningar, men räddades från att sjunka tack vare besättningens insatser.
Efter kriget togs de sex överlevande fartygen i denna klass ur bruk mellan 1947 och 1949 och placerades i reservflottan. Fartygen fick den nya typbeteckning CLAA 1949. Inget av dessa fartyg togs åter i bruk för att tjänstgöra i en aktiv roll och alla var slutligen skrotade 1970.

## Skepp i klassen
| Namn      | Fartygs- nummer | Underklass | Varv                                                                    | Kölsträckt       | Sjösatt          | Levererad        | Tagen ur tjänst | Öde                                         |
| --------- | --------------- | ---------- | ----------------------------------------------------------------------- | ---------------- | ---------------- | ---------------- | --------------- | ------------------------------------------- |
| Atlanta   | CL-51           | Atlanta    | Federal Shipbuilding and Drydock Company, Kearny, New Jersey            | 22 april 1940    | 6 september 1941 | 24 december 1941 | i.u.            | Sänkt utanför Guadalcanal, 13 november 1942 |
| Juneau    | CL-52           | Atlanta    | Federal Shipbuilding and Drydock Company, Kearny, New Jersey            | 27 maj 1940      | 25 oktober 1941  | 14 februari 1942 | i.u.            | Sänkt utanför Guadalcanal, 13 november 1942 |
| San Diego | CL-53           | Atlanta    | Bethlehem Steel Corporation, Fore River Shipyard, Quincy, Massachusetts | 27 mars 1940     | 26 juli 1941     | 10 januari 1942  | 4 november 1946 | Såld som skrot, 3 februari 1960             |
| San Juan  | CL-54           | Atlanta    | Bethlehem Steel Corporation, Fore River Shipyard, Quincy, Massachusetts | 15 maj 1940      | 6 september 1941 | 28 februari 1942 | 9 november 1946 | Såld som skrot, 31 oktober 1961             |
| Oakland   | CL-95           | Oakland    | Bethlehem Steel Corporation, San Francisco, California                  | 15 juli 1941     | 23 oktober 1942  | 17 juli 1943     | 1 juli 1949     | Såld som skrot, 1 december 1959             |
| Reno      | CL-96           | Oakland    | Bethlehem Steel Corporation, San Francisco, California                  | 1 augusti 1941   | 23 december 1942 | 28 december 1943 | 4 november 1946 | Såld som skrot, 22 mars 1962                |
| Flint     | CL-97           | Oakland    | Bethlehem Steel Corporation, San Francisco, California                  | 23 oktober 1942  | 25 januari 1944  | 31 augusti 1944  | 6 maj 1947      | Såld som skrot, 6 oktober 1966              |
| Tucson    | CL-98           | Oakland    | Bethlehem Steel Corporation, San Francisco, California                  | 23 december 1942 | 3 september 1944 | 3 februari 1945  | 11 juni 1949    | Såld som skrot, 24 februari 1971            |